# Duitstalige Gemeenschapsverkiezingen 1986
Op zondag 26 oktober 1986 vonden verkiezingen voor de Raad van de Duitstalige Gemeenschap plaats.
Deze verkiezingen waren de eerste nadat de Duitse cultuurgemeenschap werd veranderd in de Duitstalige Gemeenschap, met meer autonomie, een eigen regering, en verkiezingen die los stonden van de nationale wetgevende verkiezingen.
De winnaar was de CSP die één zetel won. Ook kwamen er twee nieuwe partijen het parlement binnen: Ecolo en SeP, een christelijke werknemerspartij. De verliezers waren de PJU-PDB en de PFF, die respectievelijk twee en één zetel verloren. De SP bleef status quo.
Op 3 december 1986 legde de regering-Maraite I, onder leiding van Joseph Maraite, de eed af. Ze bestond uit de CSP en de PFF.

## Uitslagen
| Partij | Partij  | 1986  | 1986   | 1981  | 1981   | verschil | verschil |
| Partij | Partij  | %     | zetels | %     | zetels | pp       | zetels   |
| ------ | ------- | ----- | ------ | ----- | ------ | -------- | -------- |
|        | CSP     | 37,01 | 10     | 34,7  | 9      | 2,31     | +1       |
|        | PJU-PDB | 20,43 | 5      | 29,4  | 7      | -8,97    | -2       |
|        | PFF     | 18,77 | 5      | 24,5  | 6      | -5,73    | -1       |
|        | SP      | 12,71 | 3      | 11,4  | 3      | 1,31     | =        |
|        | Ecolo   | 6,45  | 1      | 0     | 0      | 6,45     | +1       |
|        | SeP     | 4,11  | 1      | 0     | 0      | 4,11     | +1       |
|        | Overige | 0,52  | 0      | 0     | 0      | 0,52     | =        |
| Totaal | Totaal  | 100,0 | 25     | 100,0 | 25     | 0        | 0        |

## Verkozenen
- Raad van de Duitstalige Gemeenschap (samenstelling 1986-1990)